# テレンス・ジョン・ドヘニー
テレンス・ジョン・ドヘニー（Terrence John Doheny、1986年11月2日 - ）は、アイルランドのプロボクサー。ポートリーシュ出身。元IBF世界スーパーバンタム級王者。通称TJ・ドヘニー。

## 来歴

### スーパーバンタム級
7歳でボクシングを始め、アマチュアボクサーとして200戦のキャリアを積んだ。
21歳の時にアイルランドからオーストラリアに渡りプロに転向。2012年4月にハーストヴィルにてデビュー戦を行った。
2013年8月にPABAスーパーバンタム級王座を獲得。以後6度防衛をするが、その中には元世界二階級王者のデンカオセーン・カオウィチットにTKO勝ちをした試合もある。
2018年8月16日、後楽園ホールにて、IBF世界スーパーバンタム級王者岩佐亮佑と対戦し、試合は持ち味の接近戦を封印しアウトボクシングを展開、自身と同じサウスポーの岩佐の動きを封じる作戦が功を奏し12回3-0（116-112、117-112、115-113）の判定勝ちを収め王座を獲得した。
2019年1月7日、エディー・ハーンのマッチルーム・スポーツ・USAと契約を交わした。
2019年1月18日、ニューヨークのフールー・シアターでIBF世界スーパーバンタム級10位の高橋竜平と対戦し、11回2分18秒TKO勝ちを収め初防衛に成功した。高橋は前年の12月1日から試合の打診はあったものの、試合日が決まらず疑心暗鬼になっていたところ、試合の10日前になって試合が決まったと急遽連絡が来てからビザを取得し、試合1週間前にギリギリで正式決定した試合だった。
2019年4月26日、カリフォルニア州イングルウッドのザ・フォーラムにてファン・フランシスコ・エストラーダvsシーサケット・ソー・ルンヴィサイ第2戦の前座で、WBA世界スーパーバンタム級王者ダニエル・ローマンと王座統一戦を行い、12回0-2（113-113、110-116×2）の判定負けを喫し王座統一と2度目の防衛に失敗、王座から陥落した。この試合でドヘニーは23万ドル（約2,500万円）、ローマンは20万ドル（約2,100万円）のファイトマネーを稼いだ。

### フェザー級
2020年3月6日、ドバイでイオヌット・バルツァと対戦し、8回判定負けを喫した。
2021年8月6日、ベルファストファールズ・パークでWBOインターコンチネンタルフェザー級王者のマイケル・コンランと対戦する予定だったが、WBA世界フェザー級暫定王者のエドゥアルド・ラミレスが王座を返上した為、試合3日前に急遽WBA世界フェザー級暫定王座決定戦に変更され試合は行われ、12回0-3（111-116×2、108-119）の判定負けを喫し2階級制覇に失敗した。
2023年3月11日、シドニーのシドニー・スーパードームにてサム・グッドマンと対戦し、10回0-3（89-100、92-98、92-97）の判定負けを喫した。

### スーパーバンタム級復帰
2023年6月29日、後楽園ホールでWBOアジアパシフィックスーパーバンタム級王者の中嶋一輝と対戦し、4回2分32秒TKO勝ちを収め、アジアパシフィック王座を獲得した。
2023年10月31日、後楽園ホールでWBOアジアパシフィックスーパーバンタム級1位のジャフェスリー・ラミドと対戦し、1回2分28秒TKO勝ちを収め、王座初防衛に成功した。
2024年5月6日、東京ドームで行われた井上尚弥 対 ルイス・ネリ戦の前座でブリル・バヨゴスとノンタイトル8回戦で対戦し、4回2分51秒TKO勝ちを収めた。
2024年9月3日、有明アリーナでWBA・WBC・IBF・WBO世界スーパーバンタム級王者の井上尚弥と対戦し、7回TKO負けを喫し王座獲得に失敗した。

### フェザー級復帰
2025年3月25日、イギリスのM＆SバンクアリーナでWBA世界フェザー級王者のニック・ボールと対戦。初回終了間際にクリンチからドヘニーが頭を抱えこんだことにボールが怒りドヘニーの尻を蹴り上げ、ドヘニーはその場に倒れ込むが、レフェリーは反則負けはおろか減点さえなく試合を続行し、9回にはボールがドヘニーの首をつかんで投げ飛ばしたために1ポイント減点されるが、10回終了時にドヘニーのコーナーが棄権を申し出たためTKO負けとなり王座獲得に失敗した。

## 人物
- 2023年10月31日に後楽園ホールで行われたジャフェスリー・ラミドとの試合で、ドヘニーは前日計量時には55.2kgだったが、試合当日には67.8kgまで体重をリバウンドし、12.6kg（リバウンド率は22.8％）ものリバウンドをした[17]。
- 世界王者になったあとも足場を作る現場仕事を兼業しており、深夜3時に起床してジムワークを行い、現場仕事に行き昼休憩にロードワークをして夕方7時まで仕事。そこから帰宅して就寝するという日常を送っている[18]。

## 戦績
- プロボクシング：32戦 26勝 (20KO) 6敗

| 戦           | 日付           | 勝敗 | 時間     | 内容    | 対戦相手                           | 国籍             | 備考                                                                       |
| ------------ | -------------- | ---- | -------- | ------- | ---------------------------------- | ---------------- | -------------------------------------------------------------------------- |
| 1            | 2012年4月27日  | ☆    | 1R 1:27  | TKO     | ピチット・シスクルーウィン         | タイ             | プロデビュー戦                                                             |
| 2            | 2012年6月22日  | ☆    | 1R 0:31  | TKO     | クリス・ポッター                   | ニュージーランド |                                                                            |
| 3            | 2012年9月14日  | ☆    | 6R       | 判定3-0 | ロベルト・オヤン                   | フィリピン       |                                                                            |
| 4            | 2013年2月22日  | ☆    | 3R 1:30  | TKO     | アヌソーン・チャイスラ             | タイ             |                                                                            |
| 5            | 2013年8月17日  | ☆    | 9R 2:59  | KO      | ジェームズ・モコギンタ             | インドネシア     | PABAパンアジアスーパーバンタム級王座決定戦                                 |
| 6            | 2013年12月13日 | ☆    | 12R      | 判定3-0 | ディアネバー・オルカレス           | オーストラリア   | PABAパンアジア防衛1                                                        |
| 7            | 2014年3月15日  | ☆    | 3R 2:25  | TKO     | ソムプラソン・チュエンチャナ       | タイ             | PABAパンアジア防衛2                                                        |
| 8            | 2014年9月19日  | ☆    | 9R 1:00  | TKO     | ローマン・カント                   | フィリピン       | PABAパンアジア防衛3                                                        |
| 9            | 2014年11月15日 | ☆    | 3R 終了  | TKO     | エギ・ローゼン                     | インドネシア     |                                                                            |
| 10           | 2015年2月20日  | ☆    | 8R       | 判定3-0 | フム・クンマット                   | タイ             |                                                                            |
| 11           | 2015年5月15日  | ☆    | 12R      | 判定3-0 | マルコ・デメシリオ                 | フィリピン       | PABAパンアジア防衛4                                                        |
| 12           | 2015年7月4日   | ☆    | 1R 1:25  | TKO     | モンコンチャイ・ルックマンカンチャ | タイ             |                                                                            |
| 13           | 2015年10月3日  | ☆    | 5R 2:18  | TKO     | デンカオセーン・カオウィチット     | タイ             | PABAパンアジア防衛5                                                        |
| 14           | 2015年12月12日 | ☆    | 2R 0:30  | KO      | ノルディ・マナカネ                 | インドネシア     |                                                                            |
| 15           | 2016年3月19日  | ☆    | 5R 1:40  | TKO     | ヘラルド・マリン・エルナンデス     | メキシコ         | PABAパンアジア防衛6                                                        |
| 16           | 2016年10月15日 | ☆    | 2R 1:58  | TKO     | エメスト・ゲレーロ                 | メキシコ         |                                                                            |
| 17           | 2017年6月2日   | ☆    | 1R 2:15  | TKO     | エスピノス・サブ                   | インドネシア     |                                                                            |
| 18           | 2017年12月20日 | ☆    | 12R      | 判定2-1 | マイク・タワッチャイ               | タイ             |                                                                            |
| 19           | 2018年3月17日  | ☆    | 2R 2:18  | TKO     | マイク・オリバー                   | アメリカ合衆国   |                                                                            |
| 20           | 2018年8月16日  | ☆    | 12R      | 判定3-0 | 岩佐亮佑（セレス）                 | 日本             | IBF世界スーパーバンタム級タイトルマッチ                                    |
| 21           | 2019年1月18日  | ☆    | 11R 2:18 | TKO     | 高橋竜平（横浜光）                 | 日本             | IBF防衛1                                                                   |
| 22           | 2019年4月26日  | ★    | 12R      | 判定0-2 | ダニエル・ローマン                 | アメリカ合衆国   | WBA・IBF世界スーパーバンタム級王座統一戦 IBF陥落                           |
| 23           | 2019年10月12日 | ☆    | 5R 終了  | TKO     | ヘスス・マルティネス               | コロンビア       |                                                                            |
| 24           | 2020年3月6日   | ★    | 8R       | 判定0-3 | イオヌット・バルタ                 | ルーマニア       |                                                                            |
| 25           | 2021年8月6日   | ★    | 12R      | 判定0-3 | マイケル・コンラン                 | アイルランド     | WBA世界フェザー級暫定王座決定戦                                            |
| 26           | 2022年3月19日  | ☆    | 2R 2:23  | TKO     | セサール・フアレス                 | メキシコ         |                                                                            |
| 27           | 2023年3月12日  | ★    | 10R      | 判定0-3 | サム・グッドマン                   | オーストラリア   | IBFインターコンチネンタル・WBOオリエンタルスーパーバンタム級タイトルマッチ |
| 28           | 2023年6月29日  | ☆    | 4R 2:32  | TKO     | 中嶋一輝（大橋）                   | 日本             | WBOアジア太平洋スーパーバンタム級タイトルマッチ                            |
| 29           | 2023年10月31日 | ☆    | 1R 2:28  | TKO     | ジャフェスリー・ラミド             | アメリカ合衆国   | WBOアジア太平洋防衛1→返上                                                  |
| 30           | 2024年5月6日   | ☆    | 4R 2:51  | TKO     | ブリル・バヨゴス                   | フィリピン       |                                                                            |
| 31           | 2024年9月3日   | ★    | 7R 0:16  | TKO     | 井上尚弥（大橋）                   | 日本             | WBA・WBC・IBF・WBO世界スーパーバンタム級タイトルマッチ                     |
| 32           | 2025年3月25日  | ★    | 10R 終了 | TKO     | ニック・ボール                     | イギリス         | WBA世界フェザー級タイトルマッチ                                            |
| テンプレート |                |      |          |         |                                    |                  |                                                                            |

## 獲得タイトル
- PABAスーパーバンタム級王座
- IBF世界スーパーバンタム級王座（防衛1）
- WBOアジアパシフィックスーパーバンタム級王座（防衛1=返上）